# Вундерер, Себастьян
Себастья́н Ву́ндерер (нем. Sebastian Wunderer; род. 29 октября 1993, Кицбюэль, Тироль) — австрийский кёрлингист.
В составе мужской сборной Австрии участник семи чемпионатов Европы (лучшее занятое место — восьмое в 2016), в составе смешанной сборной Австрии участник трёх чемпионатов Европы (лучший результат — четвёртое место в 2012), в составе смешанной парной сборной Австрии участник чемпионата мира 2016 (заняли одиннадцатое место). В составе юниорской мужской сборной Австрии участник чемпионата мира 2014 и шести первенств Европы по кёрлингу среди юниоров.
В «классическом» кёрлинге (команда из четырёх человек одного пола) Играет в основном на позиции четвёртого. Скип команды.
Является неоднократным чемпионом и призёром чемпионатов Австрии — за спортивную карьеру 7 раз становился чемпионом Австрии по кёрлингу среди мужчин, 5 раз чемпионом Австрии по кёрлингу среди смешанных команд, 1 раз чемпионом Австрии по кёрлингу среди смешанных пар.

## Достижения
- Чемпионат Австрии по кёрлингу среди мужчин: золото (2014, 2015, 2016, 2017, 2018, 2019, 2020).
- Чемпионат Австрии по кёрлингу среди смешанных команд: золото (2012, 2013, 2014, 2015, 2016), серебро (2011, 2020)[5].
- Чемпионат Австрии по кёрлингу среди смешанных пар: золото (2015), серебро (2012, 2013), бронза (2020).
- Первенство Европы по кёрлингу среди юниоров: золото (2014).

- Приз за спортивное мастерство (WJCC Sportsmanship Award) чемпионата мира среди юниоров: 2014.

## Команды
| Сезон                          | Четвёртый          | Третий              | Второй            | Первый            | Запасной                                | Турниры              |
| ------------------------------ | ------------------ | ------------------- | ----------------- | ----------------- | --------------------------------------- | -------------------- |
| 2009—10                        | Себастьян Вундерер | Markus Pirker       | Матиас Геннер     | Philipp Nothegger | Мартин Райхель                          | ПЕЮ 2010 (12 место)  |
| 2010—11                        | Себастьян Вундерер | Матиас Геннер       | Lukas Kirchmair   | Мартин Райхель    | Christoph Steiner тренер: Катя Вайссер  | ПЕЮ 2011 (10 место)  |
| 2011—12                        | Себастьян Вундерер | Матиас Геннер       | Мартин Райхель    | Lukas Kirchmair   | Philipp Nothegger тренер: Катя Вайссер  | ПЕЮ 2012 (9 место)   |
| 2012—13                        | Себастьян Вундерер | Матиас Геннер       | Мартин Райхель    | Lukas Kirchmair   | Philipp Nothegger тренер: Кристиан Рот  | ПЕЮ 2013 (6 место)   |
| 2013—14                        | Markus Forejtek    | Martin Egretzberger | Маркус Шмитт      | Felix Purzner     | Себастьян Вундерер тренер: Кристиан Рот | ЧЕ 2013 (20 место)   |
| 2013—14                        | Себастьян Вундерер | Матиас Геннер       | Мартин Райхель    | Lukas Kirchmair   | Philipp Nothegger тренер: Кристиан Рот  | ПЕЮ 2014             |
| 2013—14                        | Себастьян Вундерер | Матиас Геннер       | Мартин Райхель    | Philipp Nothegger | Lukas Kirchmair тренер: Кристиан Рот    | ЧМЮ 2014 (8 место)   |
| 2014—15                        | Себастьян Вундерер | Матиас Геннер       | Мартин Райхель    | Markus Forejtek   | Felix Purzner тренер: Кристиан Рот      | ЧЕ 2014 (16 место)   |
| 2014—15                        | Себастьян Вундерер | Матиас Геннер       | Мартин Райхель    | Lukas Kirchmair   | Philipp Nothegger тренер: Кристиан Рот  | ПЕЮ 2015 (4 место)   |
| 2015—16                        | Себастьян Вундерер | Матиас Геннер       | Мартин Райхель    | Lukas Kirchmair   | Philipp Nothegger тренер: Кристиан Рот  | ЧЕ 2015 (12 место)   |
| 2016—17                        | Себастьян Вундерер | Матиас Геннер       | Мартин Райхель    | Philipp Nothegger | Markus Forejtek тренер: Ули Капп        | ЧЕ 2016 (8 место)    |
| 2017—18                        | Себастьян Вундерер | Матиас Геннер       | Мартин Райхель    | Philipp Nothegger | Markus Forejtek тренер: Ули Капп        | ЧЕ 2017 (9 место)    |
| 2018—19                        | Себастьян Вундерер | Матиас Геннер       | Мартин Райхель    | Lukas Kirchmair   | Philipp Nothegger тренер: Бьорн Шрёдер  | ЧЕ 2018 (18 место)   |
| 2019—20                        | Себастьян Вундерер | Мартин Райхель      | Martin Seiwald    | Флориан Мавек     | Йонас Бакофен тренер: Бьорн Шрёдер      | ЧЕ 2019 (21 место)   |
| Кёрлинг среди смешанных команд |                    |                     |                   |                   |                                         |                      |
| 2012—13                        | Карина Тот         | Себастьян Вундерер  | Constanze Hummelt | Матиас Геннер     |                                         | ЧЕСК 2012 (4 место)  |
| 2013—14                        | Себастьян Вундерер | Constanze Hummelt   | Матиас Геннер     | Andrea Höfler     |                                         | ЧЕСК 2013 (13 место) |
| 2014—15                        | Себастьян Вундерер | Карина Тот          | Матиас Геннер     | Andrea Höfler     |                                         | ЧЕСК 2014 (13 место) |
| Кёрлинг среди смешанных пар    |                    |                     |                   |                   |                                         |                      |
| 2015—16                        | Карина Тот         | Себастьян Вундерер  |                   |                   | тренер: Ули Капп                        | ЧМСП 2016 (11 место) |

(скипы выделены полужирным шрифтом)